# Hemidactylus lemurinus
Espèce
Statut de conservation UICN

 DD  : Données insuffisantes
Hemidactylus lemurinus est une espèce de geckos de la famille des Gekkonidae.

## Répartition
Cette espèce est endémique du Dhofar en Oman.

## Publication originale
- Arnold, 1980 : The scientific results of the Oman flora and fauna survey 1977 (Dhofar). The reptiles and amphibians of Dhofar, southern Arabia. The Journal of Oman Studies: Special report, n. 2, p. 273-332.